# Sonic & All-Stars Racing Transformed
Sonic & All-Stars Racing Transformed é um jogo de corrida desenvolvido pela Sumo Digital e publicado pela Sega. Foi lançado em novembro de 2012 para PlayStation 3, Xbox 360 e Wii U, em dezembro de 2012 para PlayStation Vita, em janeiro de 2013 para Microsoft Windows, em fevereiro de 2013 para Nintendo 3DS e em janeiro de 2014 para Android e iOS. O lançamento do jogo no Japão, aconteceu dia 15 de Maio de 2014, nas versões para PS3 e Wii U apenas.
Sonic & All-Stars Racing Transformed é a sequência de Sonic & Sega All-Stars Racing e o oitavo jogo de corrida da série Sonic the Hedgehog.
As versões portáteis de Sonic & All-Stars Racing Transformed, foram indicadas ao Pocket Gamer Awards 2014, na categoria "melhor jogo de corrida/esporte".